# Jennifer Kerns
Jennifer Jane Kerns (* 4. August 1976 in Spokane) ist eine US-amerikanische Basketballtrainerin und ehemalige -spielerin.

## Laufbahn
Die in Spokane (US-Bundesstaat Washington) geborene Kerns spielte während ihrer Schulzeit in Idaho Basketball an der Coeur d’Alene High School und danach an der Lake City High School. Im Jahr 1995 wurde sie als beste High-School-Basketballspielerin des Bundesstaates Idaho ausgezeichnet.
Zwischen 1995 und 2000 gehörte sie zur Basketball-Mannschaft der Washington State University. In 115 Spielen für Washington State erzielte sie insgesamt 110 Dreipunktwürfe und stand damit in der ewigen Bestenliste der Hochschule auf dem dritten Rang, als sie 2000 ins Profilager wechselte. Ihre 350 Korbvorlagen platzierten sie auf dem fünften Rang.
Die 1,72 Meter große Aufbauspielerin begann eine Profilaufbahn, ihr erster Halt wurde in der Saison 2000/01 der dänische Verein Stevnsgade BBK. Im Spieljahr 2001/02 war Kerns zunächst für BMS/Herlev und damit für einen weiteren dänischen Verein tätig, wechselte im Laufe der Saison aber zu Malbas BBK nach Schweden. Zwischen Sommer 2002 und Januar 2003 stand sie abermals in Diensten eines dänischen Vereins, BF Kopenhagen. Bei all ihren skandinavischen Stationen stach Kerns als offensivstarke Aufbauspielerin heraus. Zu Jahresbeginn 2003 wechselte sie zu Belediyespor in die Türkei. Mit dem türkischen Klub sammelte sie zudem Erfahrung im Europapokal.
Nach einem Engagement beim niederländischen Klub ProBuild Lions in Landsmeer schloss sich Kerns in der Sommerpause 2004 dem deutschen Bundesligisten BG 74 Göttingen an. Bis 2009 war sie Leistungsträger der „Veilchen“ und teils spielende Co-Trainerin.
Während ihrer Profilaufbahn als Spielerin war Kerns bei ihren jeweiligen Klubs auch als Trainerin im Jugendbereich tätig gewesen. Ab der Saison 2009/10 betreute sie Göttingens Damenmannschaft als Cheftrainerin in der Regionalliga (die Mannschaft war zuvor aus der Bundesliga zurückgezogen worden) und übernahm das Amt der Jugendkoordinatorin bei der BG 74. Im Spieljahr 2010/11 führte sie Göttingens Damen zum Aufstieg in die 2. Bundesliga. In der Saison 2011/12 wurde die BG 74 unter Kerns Leitung Vizemeister der 2. Bundesliga Nord, im Folgespieljahr wurde das Halbfinale erreicht. Sie blieb bis 2014 in Göttingen im Amt. „Als Spielerin, Spielertrainerin, Headcoach und Jugend-Koordinatorin hat sie dem Göttinger Damenbasketball in der vergangenen Dekade ein Gesicht gegeben“, schrieb das Göttinger Tageblatt anlässlich Kerns’ Abschied.
Zur Saison 2014/15 trat sie das Amt der Cheftrainerin beim Bundesligisten SV Halle an. Nach einer Saison in Halle endete ihre dortige Amtszeit. Kerns kehrte in ihr Heimatland zurück und wurde in ihrer Geburtsstadt Spokane als Polizistin tätig.